# 朗顿·贡嘎旺秋

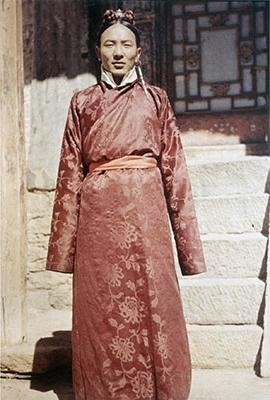
1937年摄于拉萨

朗顿·贡嘎旺秋（藏語：གླང་མདུན་ཀུན་དགའ་དབང་ཕྱུག་，威利转写：glang mdun kun dga' dbang phyug，THL：Langdün Künga Wangchuk，1907年—1985年），西藏朗县人，曾任西藏噶厦司伦。

## 生平
贡嘎旺秋出生于西藏贵族尧西·朗顿家族，是十三世达赖的嫡侄。他于14岁起进入噶厦任职，1924年出任司伦助理。1926年擢升为司伦。1933年十三世达赖圆寂之后，他协助担任摄政的热振活佛一同执掌政教大权。1939年他在高层权利斗争下辞职并退出政坛，但仍然保留了原有的待遇。
中华人民共和国成立并将西藏纳入其管治后，他因拥护中国政府而获得了许多荣誉性的职位。1961年出任西藏自治区筹备委员会副主任委员。1965年西藏自治区成立后，历任西藏自治区人民委员会副主席、自治区政协副主席、自治区人大常委会副主任。1978年起又出任第五届全国政协委员，1985年逝世。